# Sot de Pumanyà
El Sot de Pumanyà és una vall petita i tancada del terme municipal de Monistrol de Calders, al Moianès.
Està situat al nord-est del poble, entre dos serrats que separen les valls de la Golarda, al nord i nord-oest, i del torrent de Colljovà, al sud i sud-est. És just a ponent del Serrat de Pumanyà, on hi ha les restes de la masia de Pumanyà. A l'extrem sud-oest d'aquest sot hi ha la Pedrera de Coll Girant.
Aquest sot havia de ser, segons un projecte dels anys cinquanta del segle xx, un embassament. Es va construir la presa i els sobreixidors, però no va arribar mai a entrar en funcionament. En el bell mig del sot es troben els Avellaners del Pere Pla.